# São Julião dos Passos
Passos (São Julião) foi uma freguesia portuguesa do município de Braga, com 2 km² de área e 654 habitantes (2011). Densidade: 327 hab/km².
Pertenceu ao concelho de Barcelos, passou para o concelho de Braga apenas em Outubro de 1853.
Foi extinta em 2013, no âmbito de uma reforma administrativa nacional, tendo sido agregada à freguesia de Cabreiros, para formar uma nova freguesia denominada União das Freguesias de Cabreiros e Passos (São Julião) com a sede em Cabreiros.
Confina com as freguesias de Martim e Santo Estevão de Bastuço em Barcelos e Cabreiros, Sequeira, Vilaça e Tadim em Braga.

## População
| População da freguesia de Passos (São Julião) (1864 – 2011) | População da freguesia de Passos (São Julião) (1864 – 2011) | População da freguesia de Passos (São Julião) (1864 – 2011) | População da freguesia de Passos (São Julião) (1864 – 2011) | População da freguesia de Passos (São Julião) (1864 – 2011) | População da freguesia de Passos (São Julião) (1864 – 2011) | População da freguesia de Passos (São Julião) (1864 – 2011) | População da freguesia de Passos (São Julião) (1864 – 2011) | População da freguesia de Passos (São Julião) (1864 – 2011) | População da freguesia de Passos (São Julião) (1864 – 2011) | População da freguesia de Passos (São Julião) (1864 – 2011) | População da freguesia de Passos (São Julião) (1864 – 2011) | População da freguesia de Passos (São Julião) (1864 – 2011) | População da freguesia de Passos (São Julião) (1864 – 2011) | População da freguesia de Passos (São Julião) (1864 – 2011) |
| ----------------------------------------------------------- | ----------------------------------------------------------- | ----------------------------------------------------------- | ----------------------------------------------------------- | ----------------------------------------------------------- | ----------------------------------------------------------- | ----------------------------------------------------------- | ----------------------------------------------------------- | ----------------------------------------------------------- | ----------------------------------------------------------- | ----------------------------------------------------------- | ----------------------------------------------------------- | ----------------------------------------------------------- | ----------------------------------------------------------- | ----------------------------------------------------------- |
| 1864                                                        | 1878                                                        | 1890                                                        | 1900                                                        | 1911                                                        | 1920                                                        | 1930                                                        | 1940                                                        | 1950                                                        | 1960                                                        | 1970                                                        | 1981                                                        | 1991                                                        | 2001                                                        | 2011                                                        |
| 391                                                         | 431                                                         | 407                                                         | 443                                                         | 466                                                         | 451                                                         | 533                                                         | 579                                                         | 653                                                         | 689                                                         | 619                                                         | 758                                                         | 731                                                         | 697                                                         | 654                                                         |